# Ibdes

Barrage près de Ibdes

Ibdes est une commune d’Espagne, dans la province de Saragosse, communauté autonome d'Aragon comarque de Comunidad de Calatayud.

## Géographie
Ibdes se trouve à 124 km de Saragosse et 229 km de Madrid. La municipalité s'étend sur une superficie de 56,31 Km2. Elle est située dans le triangle touristique formé par l'ancien monastère Abbaye de Piedra, les thermes d'Alhama de Aragón  et de la commune de Jaraba. Le climat est océanique avec été tempéré selon la Classification de Köppen.
Le village est situé sur une petite colline à une altitude de 743 m, et à son bas coule la rivière Mesa qui a créé les différents ravins dont San Gregorio et Puerta Aldea et apporté les terres fertiles qui entourent la ville. L'église San Miguel  domine le village et les rues escarpées s'étendent à flanc de colline jusqu'à la A-1501. Ibdes s'est récemment agrandie, avec la construction de plusieurs maisons à l'entrée nord, en contrebas du quartier des grottes ou « Peña Rubia », et surtout au sud du village, dans le quartier de « la Vegatilla ». La rue principale, ou Rúa, et le canal d'irrigation qui lui est parallèle, traversent toute la ville et la délimitent au sud-est.

### Communes limitrophes
| Alhama de Aragón | Godojos            | Carenas  |
| Contamina        | Ibdes              | Nuévalos |
| Jaraba           | Campillo de Aragón | Monterde |

### Hydrologie
La commune de Ibdes est traversée par la riviére Mesa, du point A au point B. La rivière Mesa prends sa source à Selas 40° 57′ 07″ N, 2° 06′ 19″ O
, dans la communauté autonome de Castille-La Manche de la province de Guadalajara, au pied de la chaîne de montagnes Aragoncillo. La rivière se dirige du nord vers le sud en passant dans la commune d'Anquela del Ducado, municipalité de Maranchón Turmiel, passe le corral de Carramolina, commune de Mochales, Villel de Mesa, Algar de Mesa, Calmarza de la  Comunidad de Calatayud, Jaraba puis Ibdes, traversant cette municipalité du sud ouest au nord est, puis fini dans le réservoir de La Tranquera par alimenter la rivière Piedra 41° 15′ 13″ N, 1° 47′ 58″ O, riviére Piedra affluent du Jalón, lui même affluent de l'Èbre, plus long fleuve entièrement situé en Espagne. 

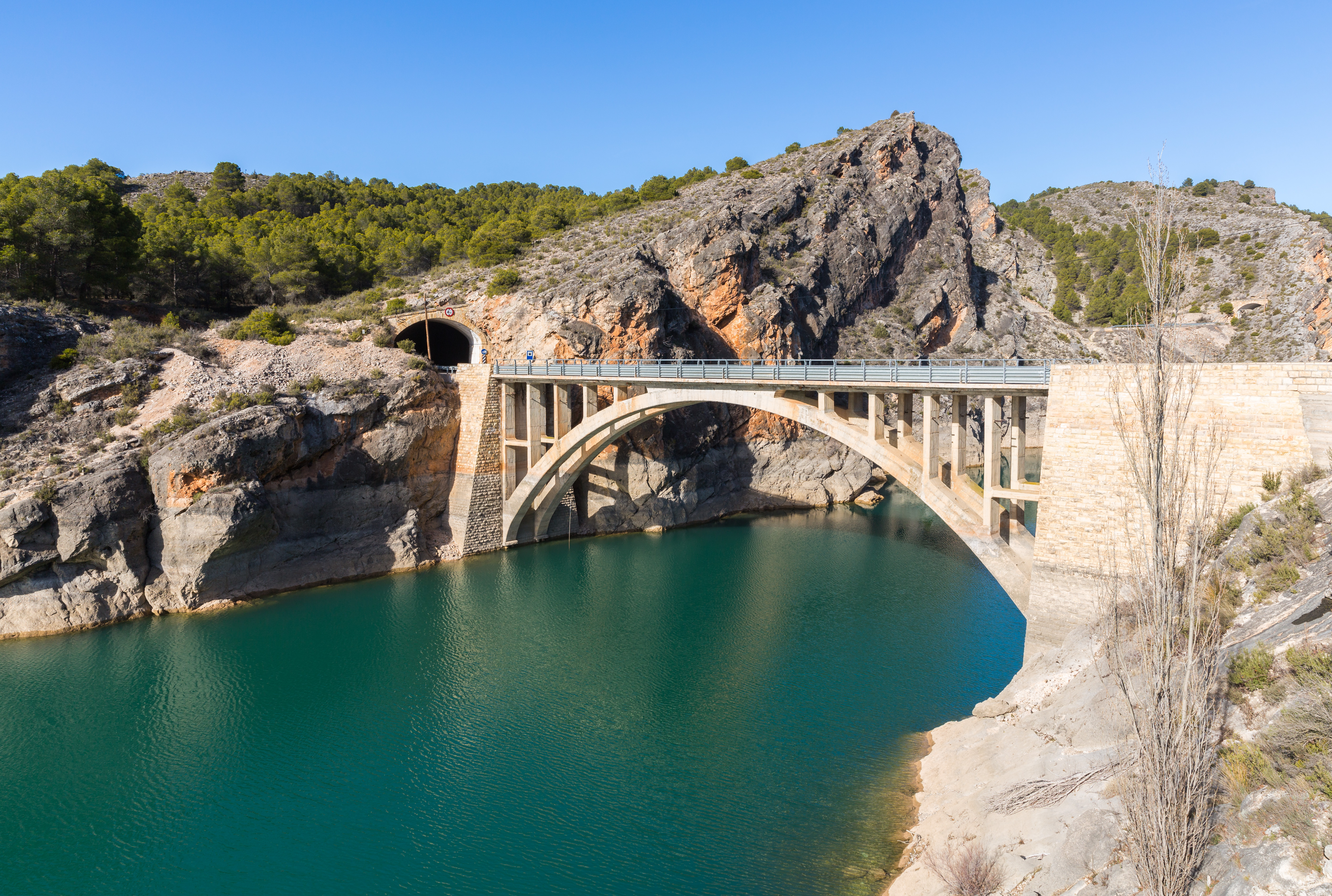
Pont Tranquera, Ibdes 41° 14′ 13″ N, 1° 48′ 58″ O
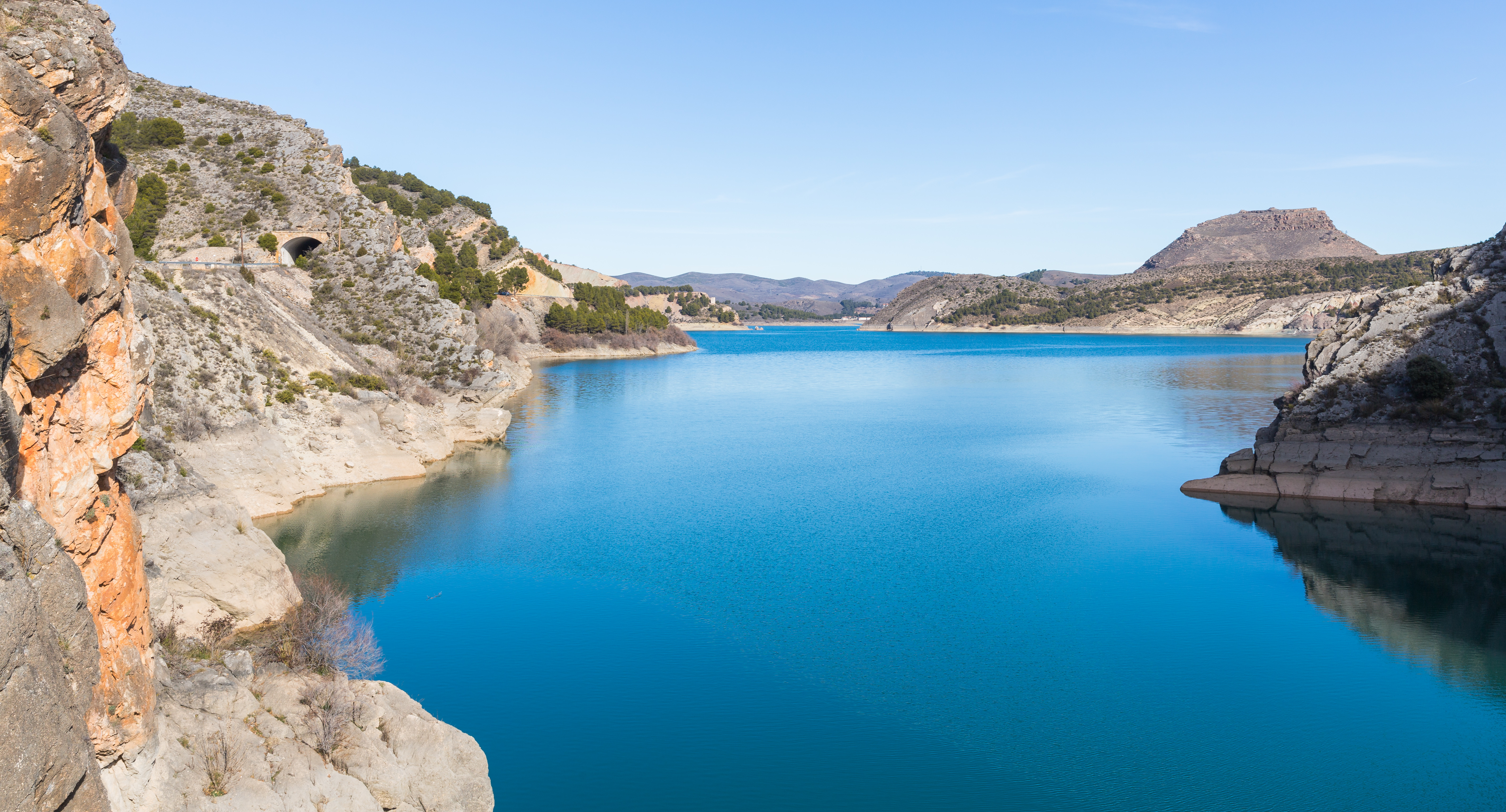
Vue du réservoir du barrage de la Tranquera

## Administration et politique
Le maire est élu par le conseil municipal, parmi les conseillers municipaux ayant occupé la première place de leurs listes respectives. Est élu maire celui qui recueille le soutien de la majorité absolue des conseillers. Si aucun candidat n'atteint cette majorité, le conseiller municipal ayant occupé la première place de la liste qui a recueilli le plus grand nombre de suffrages est proclamé maire. 
| Mandature | Maire | Maire                     | Parti |
| --------- | ----- | ------------------------- | ----- |
| 1979-1982 |       | Daniel Pariente Castejón  | UCD   |
| 1982-1983 |       | Carmelo Delgado Pérez     | UCD   |
| 1983-1987 |       | Carmelo Delgado Pérez     | PAR   |
| 1987-1999 |       | Fernando Castejon Pasamon | PSOE  |
| 1999-2003 |       | Eduardo Montero Guarardo  | PP    |
| 2003-2027 |       | Ramón Duce Maestro        | PSOE  |

La courbe suivante montre la répartition des sièges au sein de la municipalité d'Ibdes en fonction des résultats des votes depuis le 3 avril 1979. Selon la tranche de la population, les municipalités on droit à un certain nombre de représentants. Pour la municipalité concernée ici Ibdes, elle rentre dans la tranche de de 251 à 1 000 habitants. 378 habitants le 28 mai 2023 qui donne droit à 7 sièges comprenant le maire et les 6 conseillers municipaux.
Seules les listes ayant recueilli au moins 5 % des suffrages valides, qui constitue le total des suffrages exprimés et des bulletins blancs, peuvent participer à la répartition des sièges à pourvoir dans cette même circonscription, qui s'organise en suivant différentes étapes :
- les listes sont classées en une colonne par ordre décroissant du nombre de suffrages obtenus ;
- les suffrages de chaque liste sont divisés par 1, 2, 3... jusqu'au nombre de représentants de la municipalité à élire afin de former un tableau ;
- les mandats sont attribués selon l'ordre décroissant des quotients ainsi obtenus.

Pour le 25 mai 2009, le  Parti des socialistes d'Aragon-PSOE obtient 4 sièges avec ses (168 votes), le Parti populaire - PP obtient 3 sièges avec ses (103 votes), et le Parti aragonais-PAR 0 sièges (15 votes) pour un total des votes de 292, 5 Votes blancs, 1 vote invalide et 15,61% d'abstention.SiègesAnnée01234561970198019902000201020202030UDCPARPSOEAgrup. ElecAIIUAPPRépartition des siéges municipalité d'Ibdes Espagne.

## Démographie
Les données démographiques de la population d'Ibdes fournies par l'Institut national de la statistique (Espagne) depuis 1996 montrent une décroissance de la population homme et femme. La courbe en bleu résume cette situation par un total de 620 en 1996, qui passe à 372 en 2024, soit un taux de décroissance totale de 40% avec quelques remontés en 2004, 2007 et 2014. Pour les hommes, courbe en jaune, un niveau passant de 312 en 1996 à 195 en 2024, soit une décroissance de 37,5%. Pour les femmes courbe en rouge, le niveau passe de 308 en 1996 à 177 en 2024, soit une décroissance de 42,53%. La population étant en majorité masculine entre 1996 et 2024.
PersonnesAnnée1002003004005006007001995200020052010201520202025TotalHommesFemmesCommunauté de Calatayud / Population d'IbdesChiffres officiels de population des municipalité...

## Personnalités

### naissance à Ibdes
Miguel de Pasamonte né en 1470 et un homme politique espagnol du XVe siècle, célèbre pour son rôle de trésorier général des Indes aux premiers jours de l'Empire espagnol
Jerónimo de Pasamonte né en 1553 est un militaire, probablement moine de l'ordre cistercien et écrivain espagnol du Siècle d'Or.
Manuel Millán Gascón né en 1643 surnommé le Chauve d'Ibdes (Pelao de Ibdes) ou le Chauve d'Aragon. Il est connu comme bandit aragonais sanguinaire de la seconde moitié du XVIIe siècle dans différentes régions d'Aragon. Pour ses méfaits, il est pendu à Saragosse et son corps exposé publiquement. Francisco de Goya à réalisé des dessins sous le nom de El pelao de Ybides. Romualdo Nogués, réinvente le personnage dans son compte El pelao de Ibdes, histoire féerique tirée de son livre « Cuentos para gente menuda » (Histoires pour les petits) (1881).
Carlos Sánchez Ezquerra né en 1947 est un dessinateur espagnol de bande dessinée. Il est principalement connu pour avoir co-créé Judge Dredd.
Fernando Conde Yagüe né en 1952 est un acteur espagnol, membre fondateur du groupe comique Martes y Trece.

### Influence d'Ibdes
André Masson (artiste), a réalisé lors de ses expéditions à pied en Andalousie et en Aragon, une huile sur toile en 1935 de 65 x 93 cm (60 x 92,5) sur Ibdes lors de son passage dans le village. Toile achetée à l'artiste par la Galerie Simon de Paris en 1935,  achetée par Sir Kenneth Clark (1872-1953) à Londres en 1937, puis acquisitions finale par la Société d'art contemporain en 1946 et exposé au Tate Modern en 2013.